# Body Talk (álbum de Robyn)
Body Talk es el séptimo álbum de estudio de la cantautora sueca Robyn lanzado el 22 de noviembre de 2010 por Konichiwa Records. Robyn anunció por primera vez a principios de 2010 que lanzaría tres pequeños álbumes a lo largo de 2010. Sin embargo, más tarde se anunció que se lanzaría un álbum de larga duración en lugar de un tercero. Los dos primeros de lo que se denominó la serie Body Talk, Body Talk Pt. 1 y Body Talk Pt. 2, se lanzaron en junio y septiembre de 2010. 
Si bien es un álbum de estudio independiente por derecho propio, el lanzamiento completo también sirve como un álbum recopilatorio, que contiene las "mejores canciones", además de cinco canciones nuevas. En ciertos territorios, las nuevas canciones también estaban disponibles por separado como un extended play lanzado el mismo día, titulado Body Talk Pt. 3. Las cuatro canciones y dos versiones acústicas del proyecto que se excluyeron de la lista de canciones original se incluyeron posteriormente en las versiones en vinilo del álbum en la iTunes alemana y en el Record Store Day de 2019.
En octubre de 2019, el álbum se ubicó en el número ocho en la lista de "Los 200 mejores álbumes de la década de 2010" de "Pitchfork". En 2020, el álbum ocupó el puesto 196 en la lista de los 500 mejores álbumes de todos los tiempos de la revista Rolling Stone.

## Antecedentes
En una entrevista con la revista sueca Bon, Robyn anunció que tenía planes de lanzar tres nuevos álbumes en 2010. Ella dijo: "Tengo todas estas excelentes canciones, así que ¿por qué no? [...] Han pasado 5 años desde que Robyn y yo no quería esperar con un lanzamiento hasta que todas estuvieran grabadas, así que decidí comenzar a publicarlas de inmediato".
Robyn le dijo al periodista de Popjustice, Peter Robinson: "¡Hace mucho tiempo que no grabo un disco! Estaba pensando en cómo acortar ese tiempo y a Eric, mi mánager, se le ocurrió la idea de que si empezaba a lanzar canciones, luego podía hacer giras y luego grabar más. Empezamos a trabajar así. Creo que una vez que empiece, tendrá más sentido: podrás seguir lanzando material sin las largas pausas". Robyn colaboró con el productor sueco Max Martin en la canción "Time Machine". Martin fue responsable de la producción de los éxitos estadounidenses de Robyn, "Do You Know (What It Takes)" y "Show Me Love", que alcanzaron el top 10 del Billboard Hot 100 en 1996 y 1997. Ella comentó sobre la colaboración: "Fue nostálgico volver al estudio juntas. Para mí, es el momento perfecto; he cerrado el círculo. Es una forma de demostrar que no intento distanciarme de mis orígenes. Lo importante siguen siendo las canciones".
El 20 de octubre de 2010, Robyn anunció los detalles de "Body Talk" en su sitio web oficial, junto con la lista de canciones y el material gráfico. Ella describió el álbum como la "versión turbo del álbum "Body Talk", ya que incluye cinco canciones de cada álbum anterior de "Body Talk" junto con cinco canciones nuevas.

## Respuesta crítica
Body Talk recibió elogios de la mayoría de los críticos musicales. En Metacritic, el álbum recibió una puntuación promedio de 86, basada en 19 reseñas, lo que indica "aclamación universal". El crítico musical Jonathan Keefe, de Slant Magazine, afirmó que el álbum es "un testimonio de la visión vanguardista de Robyn sobre la música pop contemporánea y de su excepcional habilidad para infundir auténtica emoción y alma a paisajes sonoros gélidos y futuristas". Keefe también afirmó que Body Talk "impresiona por su enfoque temático y su edición de precisión milimétrica" y que el álbum es "uno de los mejores y más progresivos álbumes de pop del año".
The A.V. Club también consideró que el álbum es "sin duda el mejor álbum de dance-pop del año", y lo elogió como "eufórico, personal e inspirador hasta el último beat", diciendo que "demuestra que todavía hay espacio para una composición inteligente y madura y una interpretación sincera en el mundo de alto brillo de la música disco", y destacó la presencia de "emoción real (...) entre los unos y ceros de la música electrónica". Entertainment Weekly dijo que "Robyn, el espectacular artista sueco importado, sigue languideciendo en la papelera de los álbumes de culto, pero estos 15 temas, excelentemente seleccionados, merecen cambiar eso". Pitchfork lo distinguió con su sello de "Mejor Música Nueva". Rolling Stone lo calificó como "el mejor álbum dance-pop de 2010", con cada canción siendo "impecablemente pegadiza y llena de peculiaridades". La crítica musical de AllMusic, Heather Phares, afirmó: «Lanzar tanta música nueva en seis meses fue una hazaña en sí misma, pero la consistencia de cada parte de «Body Talk» hizo que el proyecto fuera aún más impresionante». Phares añadió que el atractivo del álbum «no es solo experimental: al seleccionar las mejores canciones del proyecto, se siente como una colección de grandes éxitos y un álbum completamente nuevo, todo en uno».

## Lista de canciones
| Body Talk |                                         |                                                    |                               |          |  |
| N.º       | Título                                  | Escritor(es)                                       | Productor(es)                 | Duración |  |
| 1.        | «Fembot»                                | Klas Åhlund Robyn                                  | K. Åhlund                     | 3:35     |  |
| 2.        | «Don't Fucking Tell Me What to Do»      | Klas Åhlund Robyn                                  | K. Åhlund                     | 4:11     |  |
| 3.        | «Dancing on My Own»                     | Patrik Berger Robyn                                | Berger Robyn                  | 4:49     |  |
| 4.        | «Indestructible»                        | K. Åhlund Robyn                                    | K. Åhlund                     | 3:41     |  |
| 5.        | «Time Machine»                          | Max Martin Shellback Sophia Somajo K. Åhlund Robyn | Max Martin Shellback          | 3:33     |  |
| 6.        | «Love Kills»                            | K. Åhlund Robyn                                    | K. Åhlund Robyn Savage Skulls | 4:32     |  |
| 7.        | «Hang with Me»                          | K. Åhlund                                          | K. Åhlund                     | 4:21     |  |
| 8.        | «Call Your Girlfriend»                  | K. Åhlund Alexander Kronlund Robyn                 | K. Åhlund                     | 4:21     |  |
| 9.        | «None of Dem» (con Röyksopp)            | Robyn                                              | Röyksopp                      | 5:13     |  |
| 10.       | «We Dance to the Beat»                  | K. Åhlund Alexander Kronlund Robyn                 | K. Åhlund                     | 4:39     |  |
| 11.       | «U Should Know Better» (con Snoop Dogg) | K. Åhlund Dogg                                     | K. Åhlund Niggaracci          | 4:01     |  |
| 12.       | «Dancehall Queen»                       |                                                    | K. Åhlund Diplo               | 3:39     |  |
| 13.       | «Get Myself Together»                   | K. Åhlund Robyn                                    | K. Åhlund Robyn               | 3:41     |  |
| 14.       | «In My Eyes»                            | K. Åhlund Robyn                                    | K. Åhlund Kleerup Robyn       | 3:58     |  |
| 15.       | «Stars 4-Ever»                          | K. Åhlund Joakim Åhlund Jocke Åhlund Robyn         | K. Åhlund J. Åhlund           | 4:00     |  |
| 61:40     |                                         |                                                    |                               |          |  |

## Posicionamiento en listas
| Lista (2010–2011)                        | Mejor posición |
| ---------------------------------------- | -------------- |
| Australia (ARIA)                         | 21             |
| Bélgica (Ultratop Flandes)               | 32             |
| Bélgica (Ultratop Flanders)              | 14             |
| Dinamarca (Hitlisten)                    | 13             |
| Estados Unidos (Billboard 200)           | 142            |
| Estados Unidos (Dance/Electronic Albums) | 3              |
| Noruega (VG‑lista)                       | 8              |
| Reino Unido (UK Albums Chart)            | 168            |
| Suecia (Sverigetopplistan)               | 2              |